# Gestosis
Las gestosis o toxemias gravídicas son síndromes maternos, de tipo fundamentalmente metabólico, debido a la presencia del óvulo fecundado en el útero.
Las gestosis de primer trimestre de embarazo (hiperémesis gravídica), se denominan también de adaptación, mientras que las del tercer trimestre guardan relación con senectud placentaria y con un particular estado humoral, caracterizadas por: edema, albuminuria e hipertensión, en los casos más graves puede darse convulsiones y coma (eclampsia).
- Datos: Q476814